# Farnobius
Farnobius (?-377) fou un cabdill greutung.
Farnobius fou un dels guardians del rei Videric, juntament amb Alateu i Safrax que va demanar als romans travessar el Danubi en previsió de la invasió dels huns. Comandats pels teruings Alaviv i Fritigern, i acceptats pels romans, es van aliar amb els greutungs de Farnobius per creuar el Danubi i es van establir a Mèsia en 377, en territori romà com a federats.
Amb el temps Fritigern es va revoltar, i els teruings d'Atanaric, que no havien rebut permís per travessar el riu en mantenir les creences ancestrals, es van unir a la revolta. Frigeridus, fou nomenat magister militum de l'exèrcit romà a Illíria, va atacar als teruings a finals de la tardor de 377 a la batalla d'Els Salzes. i al grup de greutungs i taifals liderat per Farnobius a principis de l'hivern. Farnobius va morir a mans dels romans.